# Setophaga pityophila
Setophaga pityophila é uma espécie de ave da família Parulidae.
Pode ser encontrada nos seguintes países: Bahamas, Cuba e Turks e Caicos.
Os seus habitats naturais são: regiões subtropicais ou tropicais húmidas de alta altitude.